# Lawrence megye (Dél-Dakota)
Lawrence megye az Amerikai Egyesült Államokban, azon belül Dél-Dakota államban található. Megyeszékhelye Deadwood, legnagyobb városa Spearfish. Lakosainak száma 25 768 fő (2020. április 1.). Lawrence megye Butte, Meade, Pennington, Weston és Crook megyékkel határos.

## Népesség
A megye népességének változása:
| Lakosok száma | 24 166 | 24 305 | 24 364 | 24 910 | 24 827 | 25 768 |
|               | 2010   | 2011   | 2012   | 2013   | 2015   | 2020   |